# 馮元飇
冯元飇（1599年—1645年），字尔弢，號鄴仙，浙江寧波府慈谿縣（今慈城）人，明朝政治人物，同進士出身。

## 生平
冯元飇于萬曆四十六年（1618年）中举人。天启二年（1622年）聯登壬戌科进士。担任澄海知县。天启六年（1626年）任廣東揭阳縣知县，政绩卓然。崇祯四年（1631年）升任户科给事中，有直声。先后仕礼科右给事中、太常寺少卿、南京太仆寺卿、通政使，崇祯十五年（1642年）擢兵部右侍郎，得崇祯帝倚重
崇祯十六年（1643年）五月，升任兵部尚书，當時冯元飇已是重病在身；任上他與戶部尚書倪元璐合作力清積弊，汰浮饷三百余万，號稱「耗蠹之费一时为清」。時值李自成起义，明朝已风雨飘摇，大厦将倾，河南、湖广地尽陷，关、宁告警，廷臣都在催孙传庭出戰，冯元飇則說「将士习懦益久，未经行阵，宜致贼而不宜致于贼。自辽难以来，催战覆辙，可为殷鉴」，他又當面對崇祯帝說「皇上若必以战迟速为利钝，请先下臣狱，俟一战胜，斩臣谢之耳」，又寫信給孙传庭叮囑他不要輕易出戰。八月，以病告归，孫傳庭失去了朝中庇護，只能出關作戰，結果全軍覆沒。回籍前，他推薦了史可法、李邦華二人擔任兵部尚書，但崇祯帝並未採納。南明时，跟随福王，弘光元年（1645年）病逝。崇祯十六年（1643年）五月，晋升为兵部尚书。

## 逸事
冯元飙并为东林党健将。多智谋，喜弄权术，與兄馮元颺好结纳，并称“二冯”
天启间，冯元飇曾被委任为揭阳县知县，赴任途中，遇一女名黄月容，扬州人士，孤苦无依，冯就收留了她。黄月容才貌双全，知书达理，并帮冯元飇办案断案。黄月容成为冯元飇的二夫人后，遭冯元飇元配苏氏的忌恨。苏氏趁有冯元飇远赴潮州府城公办之隙，杀害了黄月容，当时黄年仅十八岁。冯元飇回来后得知黄已死，悲痛万分，当地百姓也为之惋惜。冯元飇亲自为黄氏选择墓址，将她安葬在黄歧山的阳面。冯元飇又出资建了“侣魂庵”，请当地名士郭之奇写了《侣云庵记》和《月容传》以示纪念。冯元飇作《钟铭》，并铸于铜钟，以纪念之。 今揭阳仍留存有黄月容墓，每年悼念者不断。
《玉堂茗記》載，楊漣、崔呈秀曾先後在京師（今北京）同一宅第居住，二人皆死於非命。繼而御史張聚秀卒於其中，從此人皆以為凶宅，唯獨馮可賓購房入居，且開園起樓，為父親頤養天年。一日，馮元飇上朝時撲倒，有人誤傳為可賓，以為又是凶宅作祟。不久，可賓之父也在宅中病故。

## 遗迹
- 今浙江宁波有冯元飇墓